# Hrbáčkovy tůně

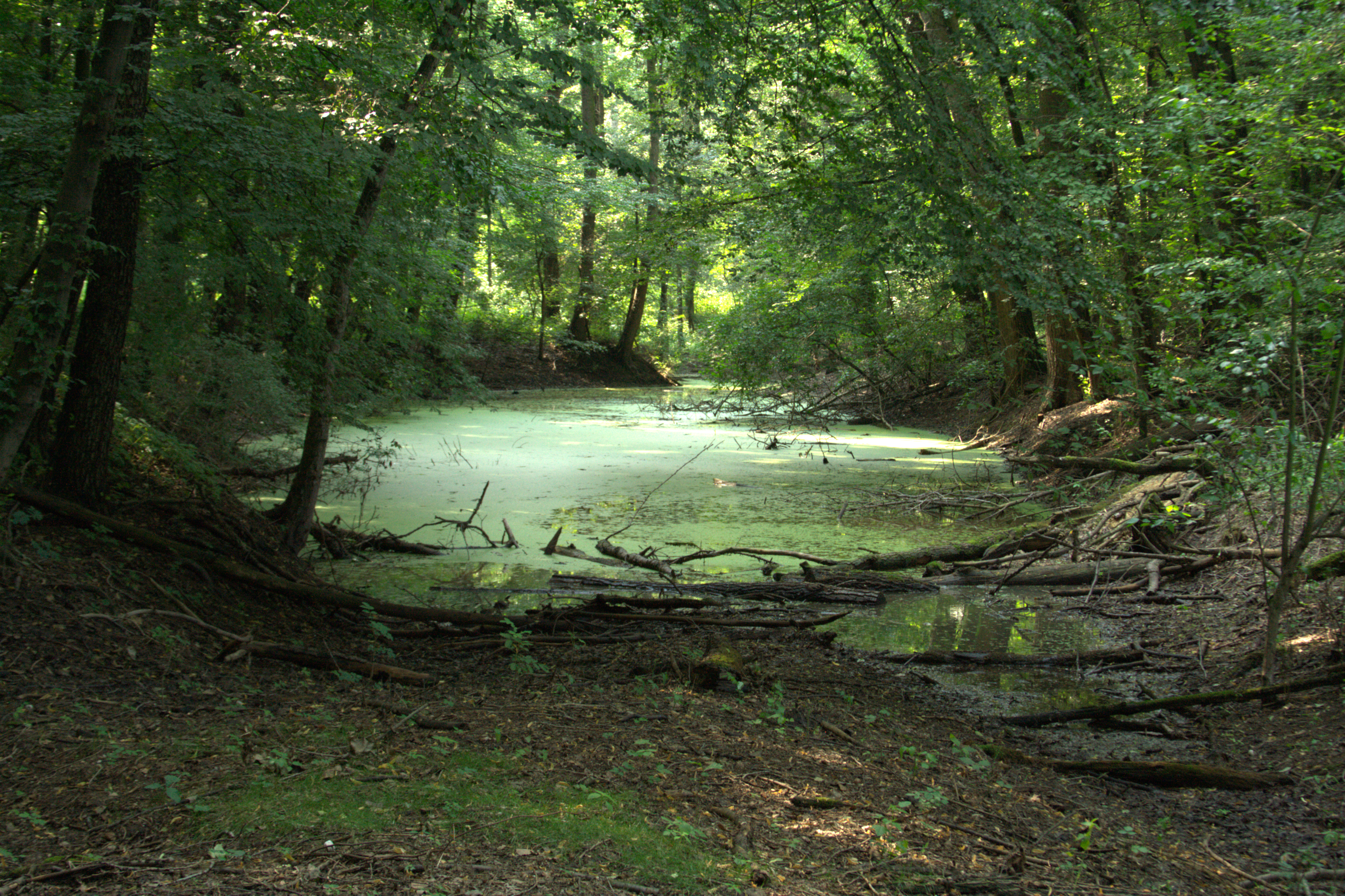
Lužní les v místě bývalých labských meandrů

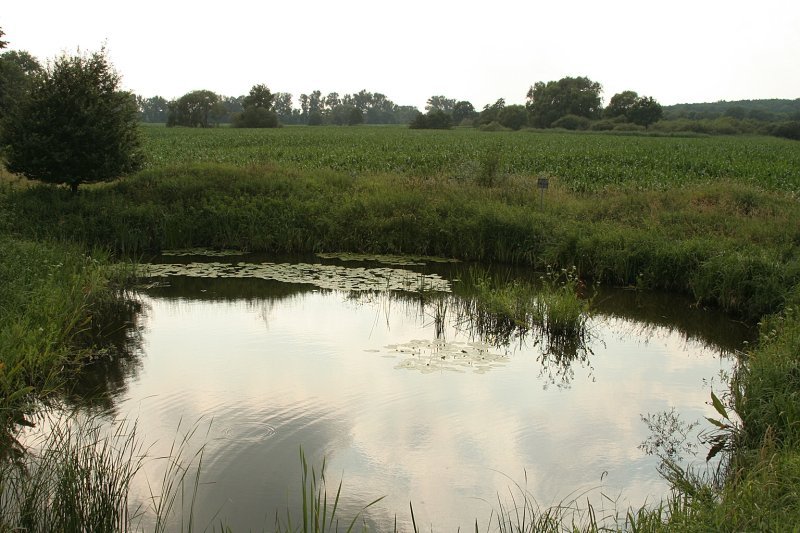
Tůň – chráněná rybí oblast

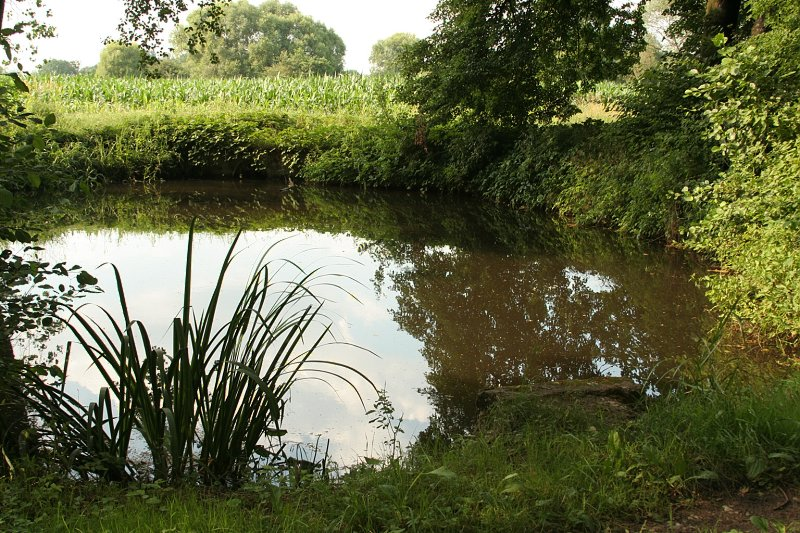
Černá tůň

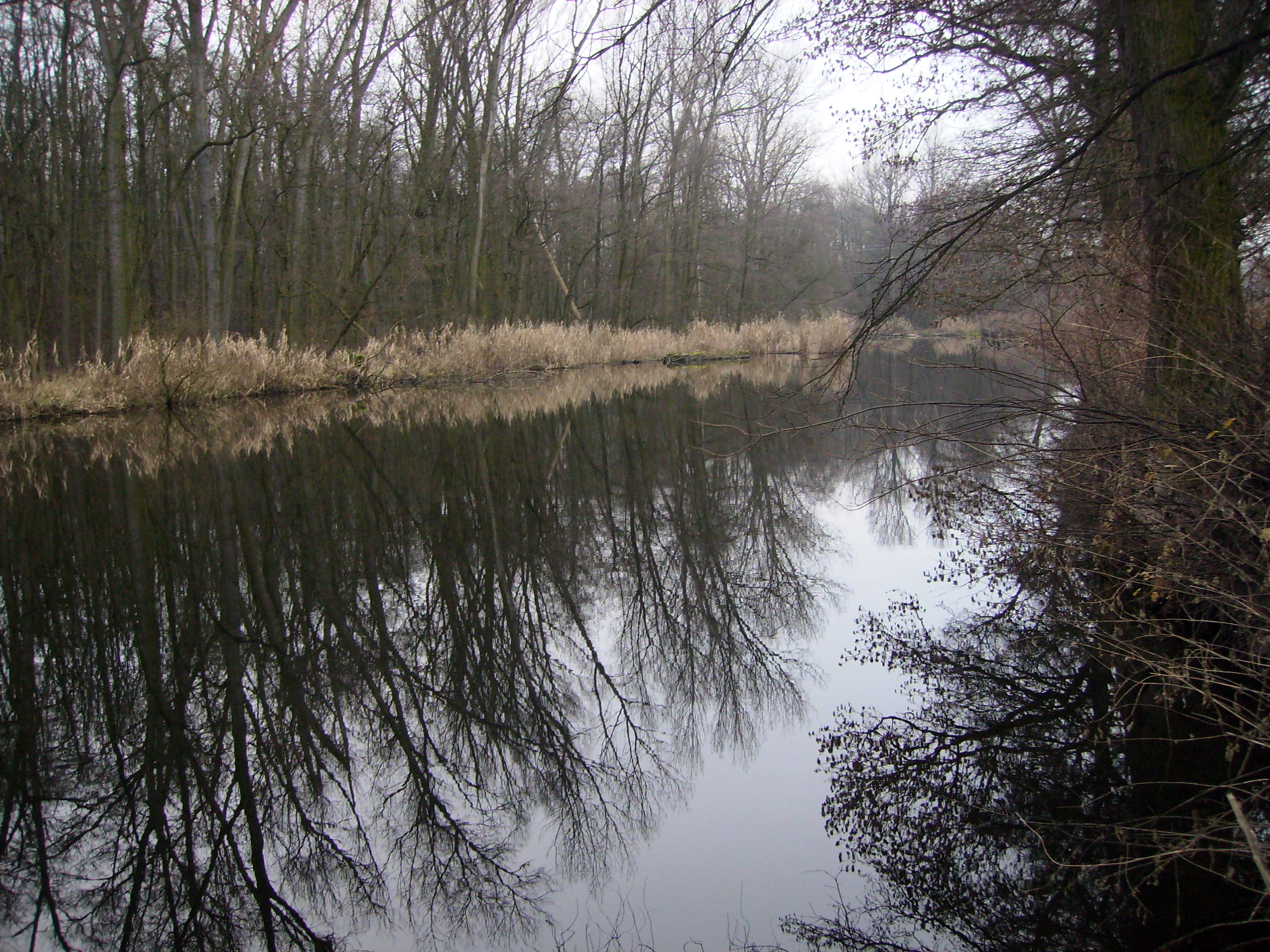
Byšická tůň u Byšiček

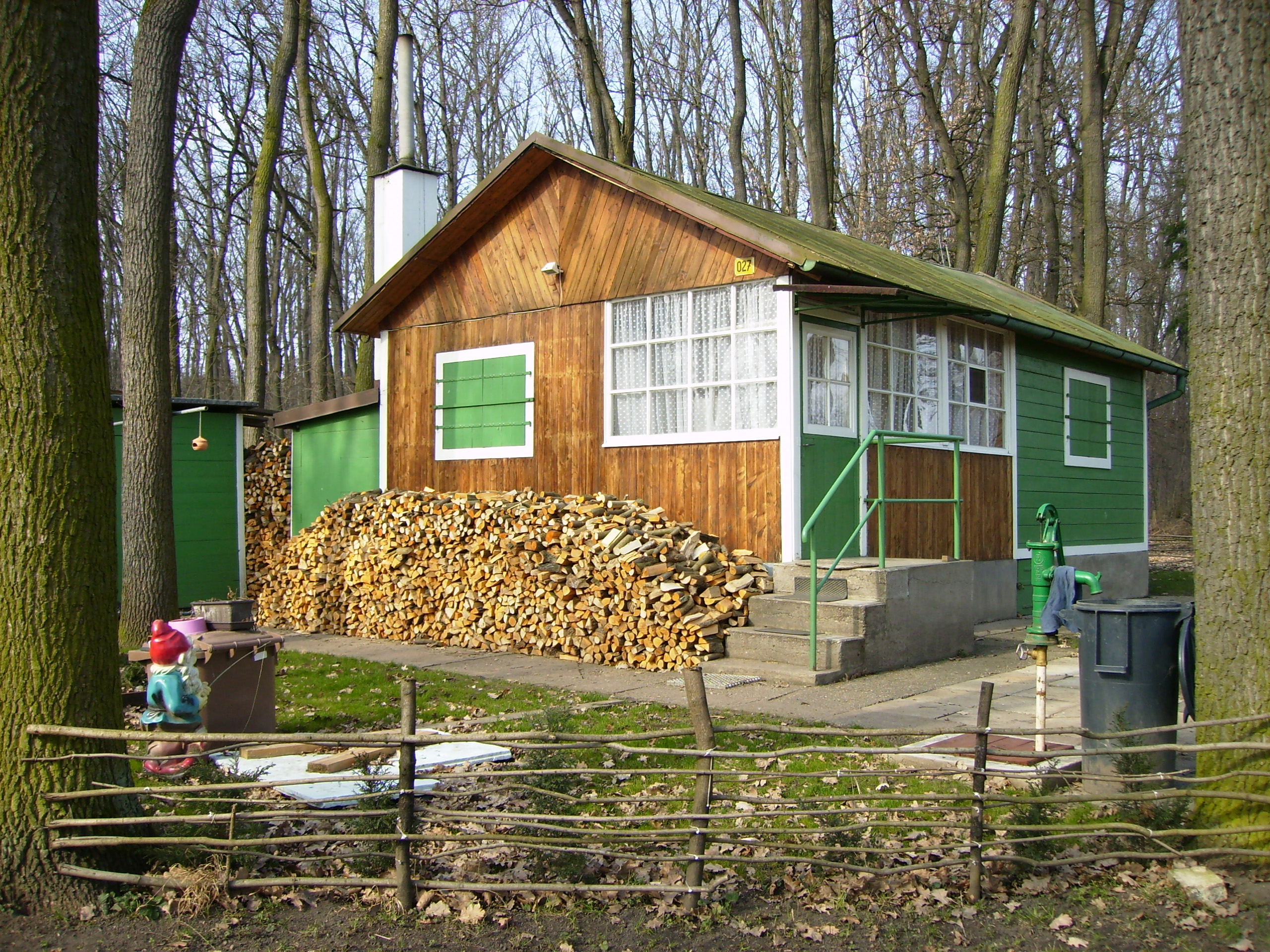
Významné riziko pro Hrbáčkovy tůně – chatové osady na obou březích Labe

Hrbáčkovy tůně byla přírodní rezervace ve středním Polabí a součást evropsky významné lokality Natura 2000 Káraný – Hrbáčkovy tůně. Jedná se o skupinu jezírek vzniklých na místě bývalých říčních meandrů po odvedení labské vody do nového koryta ve 30. letech 20. století. Tůně jsou obklopeny rozsáhlejším dubo-jilmovým lužním lesem. Rezervace leží na obou březích Labe – na jeho levé straně mezi Přerovem nad Labem a městskými částmi Čelákovic Císařská Kuchyně a Sedlčánky, na pravém břehu mezi městskou částí Lysé nad Labem Byšičky a železniční tratí Praha – Lysá nad Labem – Kolín.
Rezervace byla pojmenovaná po Jaroslavu Hrbáčkovi, který u zdejší tůně Poltruba v 50. a 60. letech 20. století prováděl rozsáhlé průzkumy. Místo je využívané jako terénní pracoviště Přírodovědecké fakulty Univerzity Karlovy.
Dne 21. října 2014 byla PR Hrbáčkovy tůně zrušena v souvislosti se vznikem nové rezervace Káraný – Hrbáčkovy tůně.

## Tůně v rezervaci
V této oblasti jsou tůně:
| tůň             | katastrální území           | rozloha (ha) | délka (m) | šířka (m) | m.hl. (m) | objem (m³) | n.v. (m) |
| --------------- | --------------------------- | ------------ | --------- | --------- | --------- | ---------- | -------- |
| Byšická         | Sedlčánky, Lysá nad Labem   | 2,050        | 790       | 80        | —         | —          | 174      |
| Černá           | Přerov nad Labem            | 0,015        | 15        | 15        | —         | —          | 173      |
| Homolka-Urbanka | Sedlčánky, Lysá nad Labem   | 1,303        | 440       | 230       | —         | —          | 174      |
| Hrad            | Sedlčánky                   | 1,314        | 410       | 40        | —         | —          | 172      |
| Kozí chlup      | Lysá nad Labem              | 2,314        | 640       | 50        | —         | —          | 174      |
| Labíčko         | Sedlčánky                   | 0,890        | 340       | 40        | —         | —          | 173      |
| Malá Arazimova  | Přerov nad Labem            | —            | —         | —         | —         | —          | 173      |
| Mansfeldova     | Přerov nad Labem            | 0,042        | 30        | 15        | —         | —          | 173      |
| Poltruba        | Přerov nad Labem            | 0,177        | 65        | 42        | —         | —          | 173      |
| Procházková     | Přerov nad Labem, Sedlčánky | 0,301        | 80        | 50        | —         | —          | 172      |
| Řehačka         | Lysá nad Labem              | 7,550        | 450       | 340       | —         | —          | 174      |
| Václavka        | Káraný                      | 1,264        | 520       | 35        | —         | —          | 173      |
| Velká Arazimova | Sedlčánky                   | —            | —         | —         | —         | —          | 173      |

V rezervaci dochází k přirozenému zazemňování tůní. Předpokládá se, že za několik desítek let tůně zcela zmizí.

## Flóra
Jde o součást široké říční nivy, kde se zachovala mozaika mimořádně cenných vodních, mokřadních, lučních a lesních společenstev. Najdeme tu pobřežní rákosiny, bažinné olšiny, vrbiny a břehové nebo mozaikovitě roztroušené lesní porosty topolu (Populus), dubu (Quercus), jasanu (Fraxinus) a jilmu (Ulmus). Z ohrožených rostlin byl zaznamenán výskyt žebratky bahenní (Hottonia palustris) a stulíku žlutého (Nuphar lutea).
Významnou součástí rezervace jsou menší louky jižně od Arazimových tůní (nedaleko Císařské Kuchyně), které patří z hlediska zastoupených druhů k nejbohatším v celém Polabí. Jedná se o poslední zbytky podmáčených luk, které byly většinou po regulaci Labe rozorány a dodnes jsou zemědělsky využívány. Unikátní rostlinná společenstva zde trpí zejména intenzivním zemědělstvím, nadměrným přísunem živin z okolních polí (zejména dusíkatých hnojiv), nedostatkem péče a černou těžbou dřeva. Zanedbávané sečení luk se odráží na rychlém šíření expanzivních a invazních druhů – zejména kopřivy dvoudomé (Urtica dioica), netýkavky malokvěté (Impatiens parviflora) a trnovníku akátu (Robinia pseudoacacia).
Přirozeně se zde vyskytují např. koromáč olešníkový (Silaum silaus), svízel severní (Galium boreale), bahnička jednoplevá (Eleocharis uniglumis), ptačinec bahenní (Stellaria palustris), žluťucha lesklá (Thalictrum lucidum), jarva žilnatá (Cnidium dubium), česnek hranatý (Allium angulosum), řebříček bertrám (Achillea ptarmica), ostřice Otrubova (Carex otrubae), ostřice dvouřadá (Carex disticha), ostřice plstnatá (Carex tomentosa), ostřice rusá (Carex flava), ostřice chabá (Carex flacca), prstnatec májový (Dactylorhiza majalis), suchopýr širolistý (Eriophorum latifolium), tužebník obecný (Filipendula vulgaris), třezalka čtyřkřídlá (Hypericum tetrapterum), oman vrbolistý (Inula salicina), kosatec sibiřský (Iris sibirica), sítina smáčknutá (Juncus compressus), sítina sivá (Juncus inflexus), hrachor bahenní (Lathyrus palustris), bezkolenec modrý (Molinia caerulea), pomněnka trsnatá (Myosotis caespitosa), starček vodní (Senecio aquaticus), kostival český (Symphytum bohemicum), kozlík lékařský (Valeriana officinalis) a kozlík dvoudomý (Valeriana dioica).

## Fauna
Území je hnízdištěm ptactva vázaného na mokřady: bukač velký (Botaurus stellaris), bukáček malý (Ixobrychus minutus), chřástal vodní (Rallus aquaticus), moták pochop (Circus aeruginosus), moudivláček lužní (Remiz pendulinus), rákosník velký (Acrocephalus arundinaceus), kachna divoká (Anas platyrhynchos), lyska černá (Fulica atra), ledňáček říční (Alcedo atthis) nebo cvrčilka říční (Locustella fluviatilis).
Z obojživelníků se na území přírodní rezervace vyskytují kuňka obecná (Bombina bombina), blatnice skvrnitá (Pelobates fuscus), ropucha obecná (Bufo bufo), skokan štíhlý (Rana dalmatina) a skokan hnědý (Rana temporaria), čolek obecný (Lissotriton vulgaris) a čolek velký (Triturus cristatus). 
Tůně jsou významným stanovištěm kriticky ohrožených druhů korýšů - listonoh jarní (Lepidurus apus) a listonoh letní (Lepidurus apus) , žábronožka sněžní (Eubranchipus grubii). Přírodní rezervace je také významným útočištěm hmyzu v jinak intenzivně zemědělsky využívané krajině. Z nápadných druhů zde byl zaznamenán např. roháč obecný[zdroj?].

## Podrobnosti vyhlášení
Rezervace byla vyhlášena v roce 1988. Její původní výměra byla 21,96 ha, později byla zmenšena na necelých 9 hektarů. Rozhodnutím vlády ČR byla přírodní rezervace zahrnuta do Evropsky významné lokality Natura 2000 Káraný – Hrbáčkovy tůně.

## Zajímavosti
Střed původního – neregulovaného řečiště Labe lze vyhledat na podrobnějších mapách, které zaznamenávají hranice mezi katastrálním územím Lysé nad Labem a Přerova nad Labem. Tato hranice nebyla po narovnání řeky upravena a odráží stav ze začátku 30. let 20. století. Původní řečiště Labe, meandry a slepá ramena, je také možné vidět na historických mapách – např. na historické mapě z let 1842 – 1852 z Druhého vojenského mapování.
Na přerovské straně řeky se tůně dotýká originální vodní dílo – Budečská hráz.